# Ваља Лупулуј (Хунедоара)
Ваља Лупулуј (рум. Valea Lupului) насеље је у Румунији у округу Хунедоара у општини Бару. Oпштина се налази на надморској висини од 495 m.

## Становништво
Према подацима из 2002. године у насељу је живело 247 становника, од којих су сви румунске националности.